# Federación Burkinesa de Fútbol
La Federación Burkinesa de Fútbol (en francés: Fédération Burkinabé de Foot-Ball; abreviado FBF) es el organismo rector del fútbol en Burkina Faso, con sede en Uagadugú. Fue fundada en 1960, desde 1964 es miembro de la FIFA y desde 1964 de la CAF. Organiza el campeonato de Liga y de Copa, así como los partidos de la selección nacional en sus distintas categorías.